# Max Schellenberg
Max Schellenberg (Hittnau, 6 d'octubre de 1927 - Hittnau, 26 de maig de 2000) va ser un ciclista suís que fou professional entre 1952 i 1960. En el seu palmarès destaca la victòria al Campionat de Zúric de 1955 i una etapa de la Volta a Suïssa de 1957.

## Palmarès
- 1954
  - Vencedor d'una etapa del Tour d'Europa
- 1955
  - 1r al Campionat de Zúric
- 1957
  - Vencedor d'una etapa de la Volta a Suïssa
- 1959
  - 1r a la Berna-Ginebra
  - 1r a Emmenbrucke

### Resultats al Tour de França
- 1953. 67è de la classificació general
- 1955. 61è de la classificació general
- 1956. 47è de la classificació general
- 1957. Abandona (21a etapa)
- 1959. Abandona (14a etapa)

### Resultats al Giro d'Itàlia
- 1955. 83è de la classificació general
- 1957. 46è de la classificació general